# Alexander von Mensdorff-Pouilly

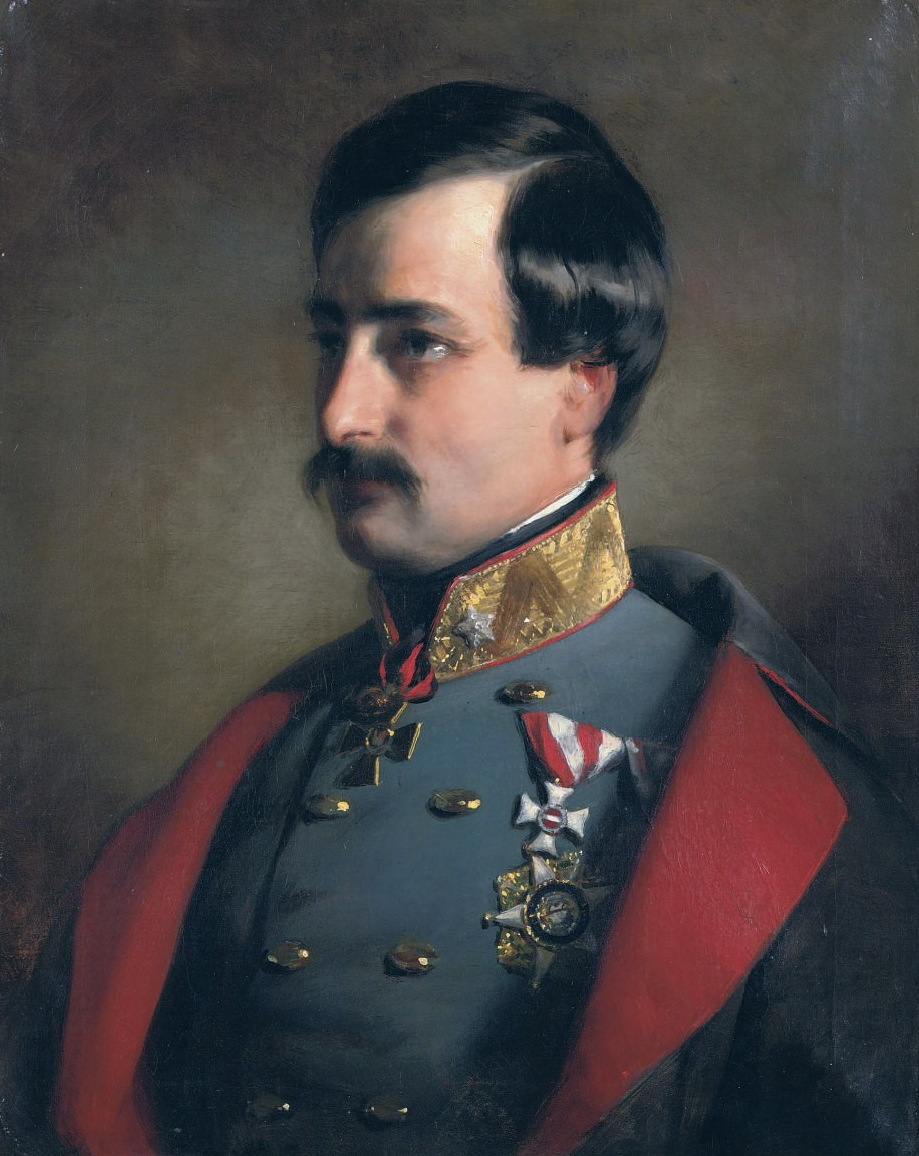
Alexander von Mensdorff-Pouilly, porträtterad av Friedrich von Amerling.

Alexander Konstantin Albrecht von Mensdorff-Pouilly, född den 4 augusti 1813 i Koburg, död den 14 februari 1871 i Prag, var en österrikisk militär och diplomat.
Efter att bland annat ha varit Österrikes förbundskommissarie i Holstein (1850–februari 1852), sändebud vid ryska hovet (till november 1853) samt ståthållare i Galizien (från 1862) utnämndes han den 27 oktober 1864 till utrikesminister i Schmerlings ministär efter greve Rechberg och förblev på denna post, tills han den 30 oktober 1866 ersattes av Beust. Därunder avstyrkte han likväl det åsidosättande av författningen, som Schmerlings efterträdare, greve Belcredi, vågade, samt ville 1866 genom uppgörelse med Italien undvika ett dubbelkrig mot Preussen och Italien på en gång. Att han, trots avvikande åsikter i viktiga frågor, kvarstannade i ministären, kan tillskrivas endast en överdriven eftergivenhet för hovet. I herrehuset visade han sig därefter trogen författningspartiet. År 1869 förlänades han sin 1864 avlidne svärfars titel furst Dietrichstein zu Nikolsburg. År 1870 utnämndes han, som var kavallerigeneral, till kommenderande general i Agram och förflyttades samma år till ståthållare i Böhmen.
Alexander von Mensdorff-Pouilly var son till den österrikiske generalen greve Emmanuel von Mensdorff-Pouilly (1777–1852) i dennes äktenskap med hertiginnan Sofia av Sachsen-Coburg-Saalfeld, som var syster till Ernst I av Sachsen-Coburg-Gotha, Viktoria av Sachsen-Coburg-Saalfeld och Leopold I av Belgien. Han var far till diplomaten Albert von Mensdorff-Pouilly-Dietrichstein och feministen Clotilde Apponyi.

## Galleri

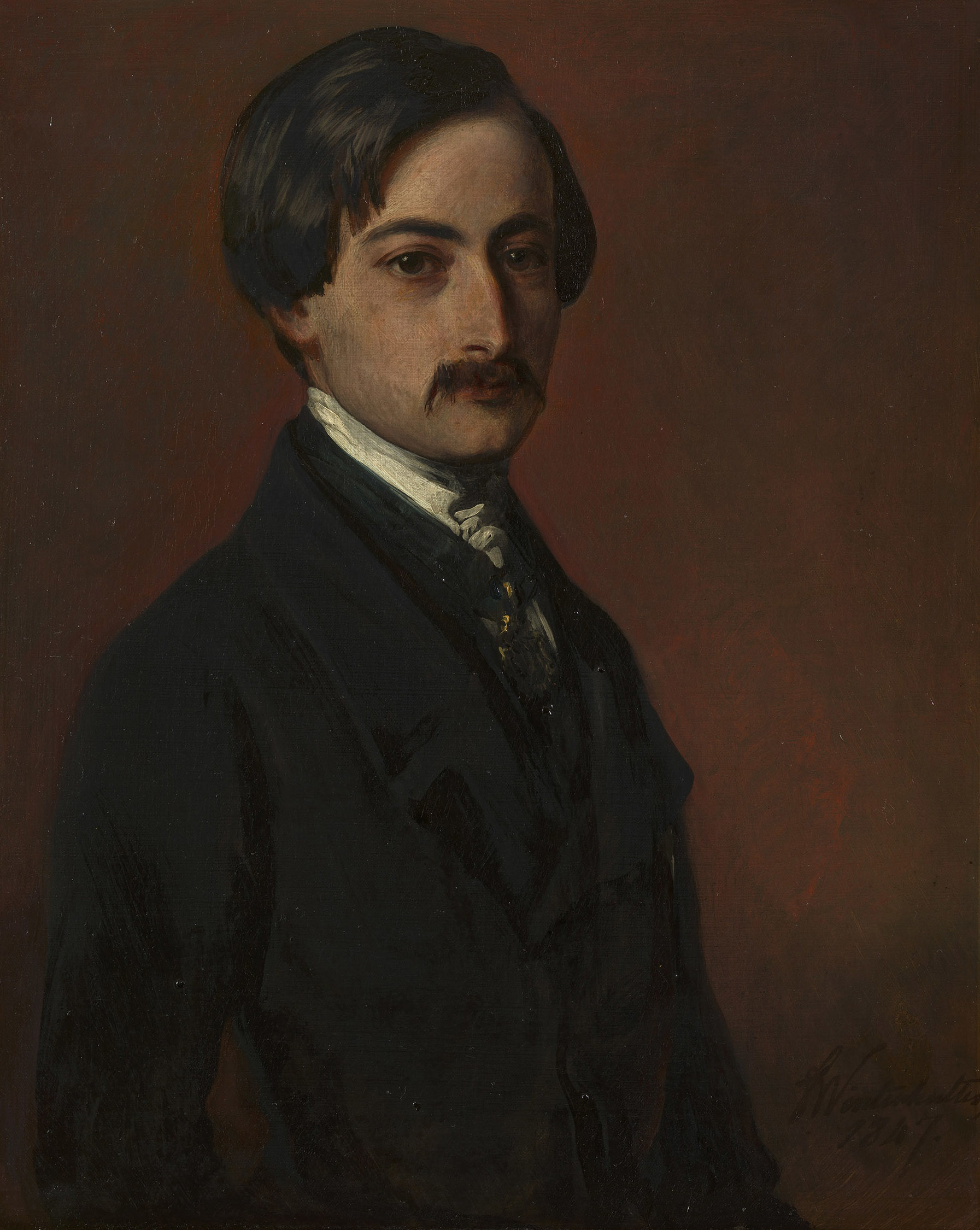
Alexander von Mensdorff-Pouilly, porträtterad av Franz Xaver Winterhalter.
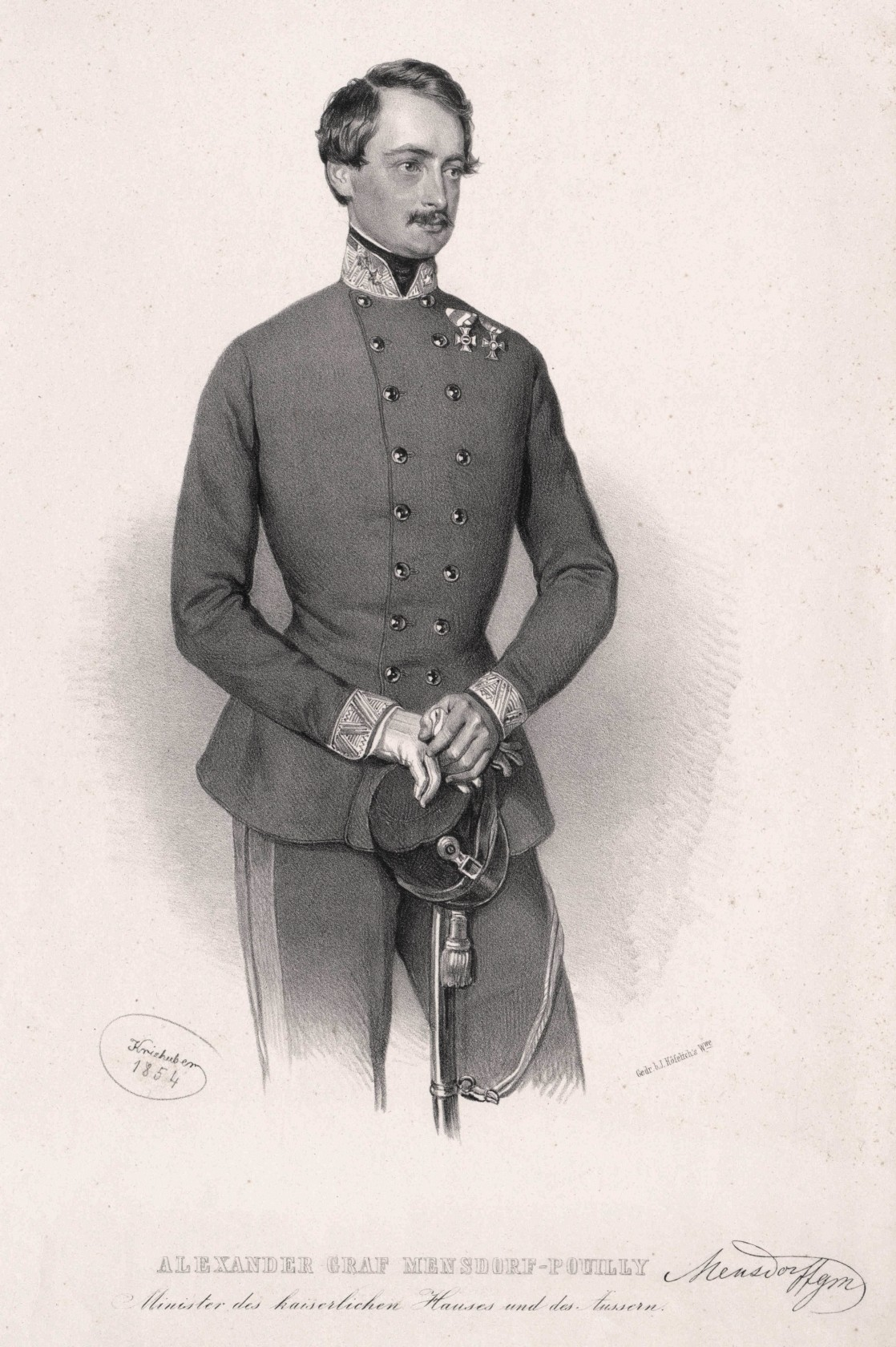
Alexander von Mensdorff-Pouilly, litografi av Joseph Kriehuber.